# Alaağaç, Akyazı
Alaağaç là một xã thuộc quận Akyazı, tỉnh Sakarya, Thổ Nhĩ Kỳ. Dân số thời điểm năm 2008 là 1.795 người.